# マスト

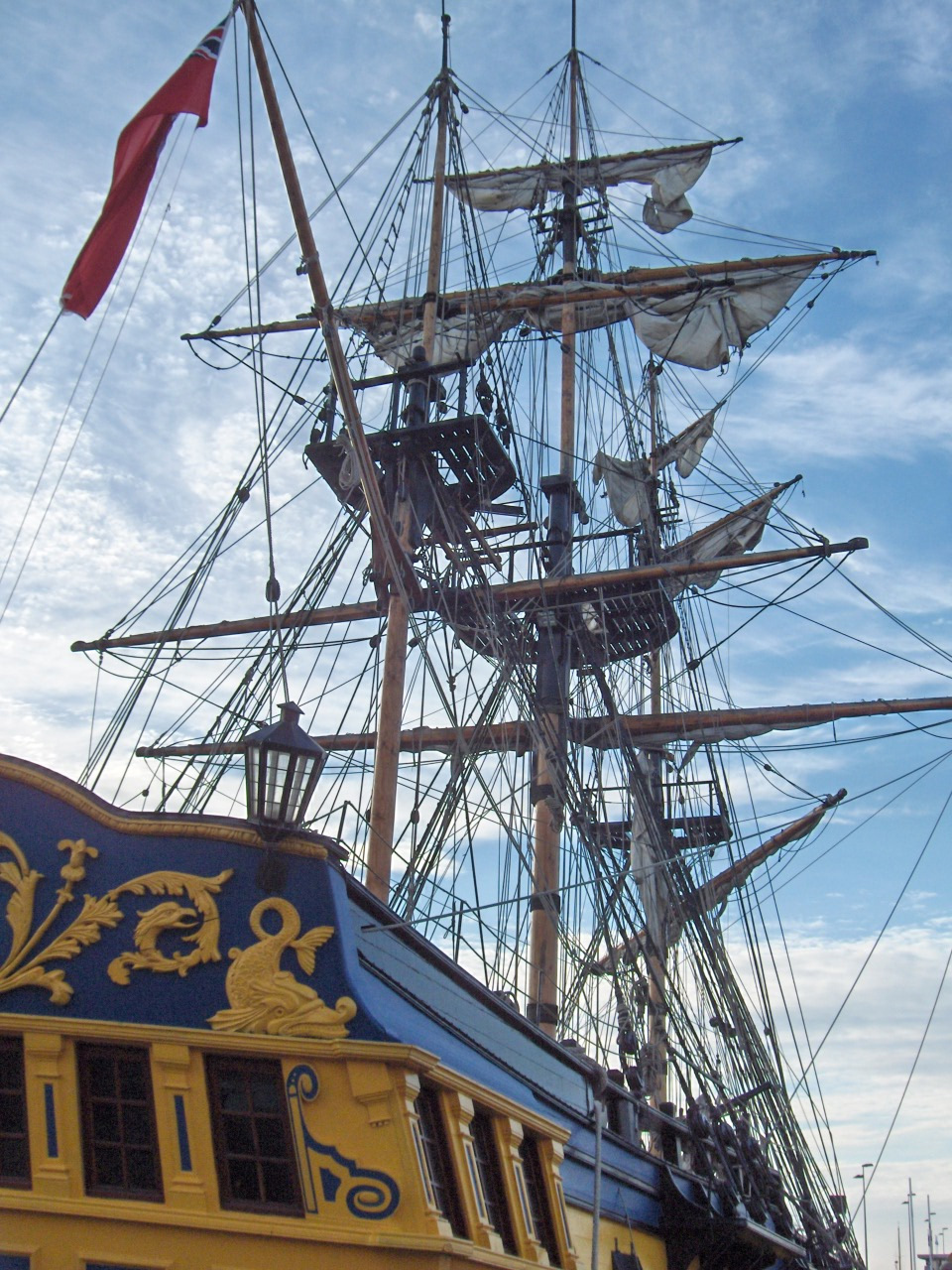
マスト

マスト（蘭: mast）とは、帆船の甲板に帆を張るために立てられた垂直棒のことである。日本語ではそのままマスト、あるいは帆柱と訳す。「檣」の漢字で表記することもある。軍艦で、マストが発展した檣楼や、上構（セイル）と区別するため"信号檣"という呼称が使われる場合もある。

## 帆船のマスト
マストの構成は船のサイズなどに従い、大きな船ほど多くのマストを持つのが一般的である。1本のマストは19世紀中頃までは針葉樹の木材1本で作られていたが、船が大きくなるにつれて3本程度の木材をつないで1本のマストを構成するようになり、19世紀には中が空洞の鉄製のマストも登場した。

### 構成

3本マストのシップの帆装図

シップ型に代表される3本のマストを持つ帆船のマストは前から順に、
- フォアマスト（Fore-mast） - 最前列、あるいはメインマストの前に位置する。図におけるマストC。
- メインマスト（Main-mast） - 最も高いマスト。通常は船体中央に位置する。図におけるマストD。
- ミズンマスト（Mizzen-mast） - 最後尾、あるいはメインマストの後に位置する。一般的にフォアマストより低い。図におけるマストE。

であり、その他の船のマストの命名はこれに従う。一般化はされていないが、4本以上のマストを持つ場合は以下の名称となる。
- ボナヴェンチャーミズン（Bonaventure mizzen） - 16世紀の大型ガレオンの4本目のマスト。通常ミズンマストより低く、ラテンセイルが張られる。
- ジガーマスト（Jigger-mast） - 最後尾のマスト。3本以下でも最後尾を指す場合がある。

5本以上のマストを持つ帆船は数多くないが、もし一般化するようであれば特定の呼び名は付けられず、何本目と数えられると考えられる。なお、マストの数は最も多い物で7本のものが建造された。
2本マストの帆船は通常メインマストとミズンマスト（前側が高い）であるが、ブリッグやスクーナーなど比較的大きな帆船ではフォアマストとメインマスト（後側が高い）である。スクーナーではまれに2本のマストが同じ高さのものも存在するが、その場合でも後側がメインマストであり大きなコースセイルが張られる。ケッチやヨールの場合は船体前寄りにメインマストを持ち、船体後方に極めて小さなミズンマスト（ジガーマスト）を持つ。

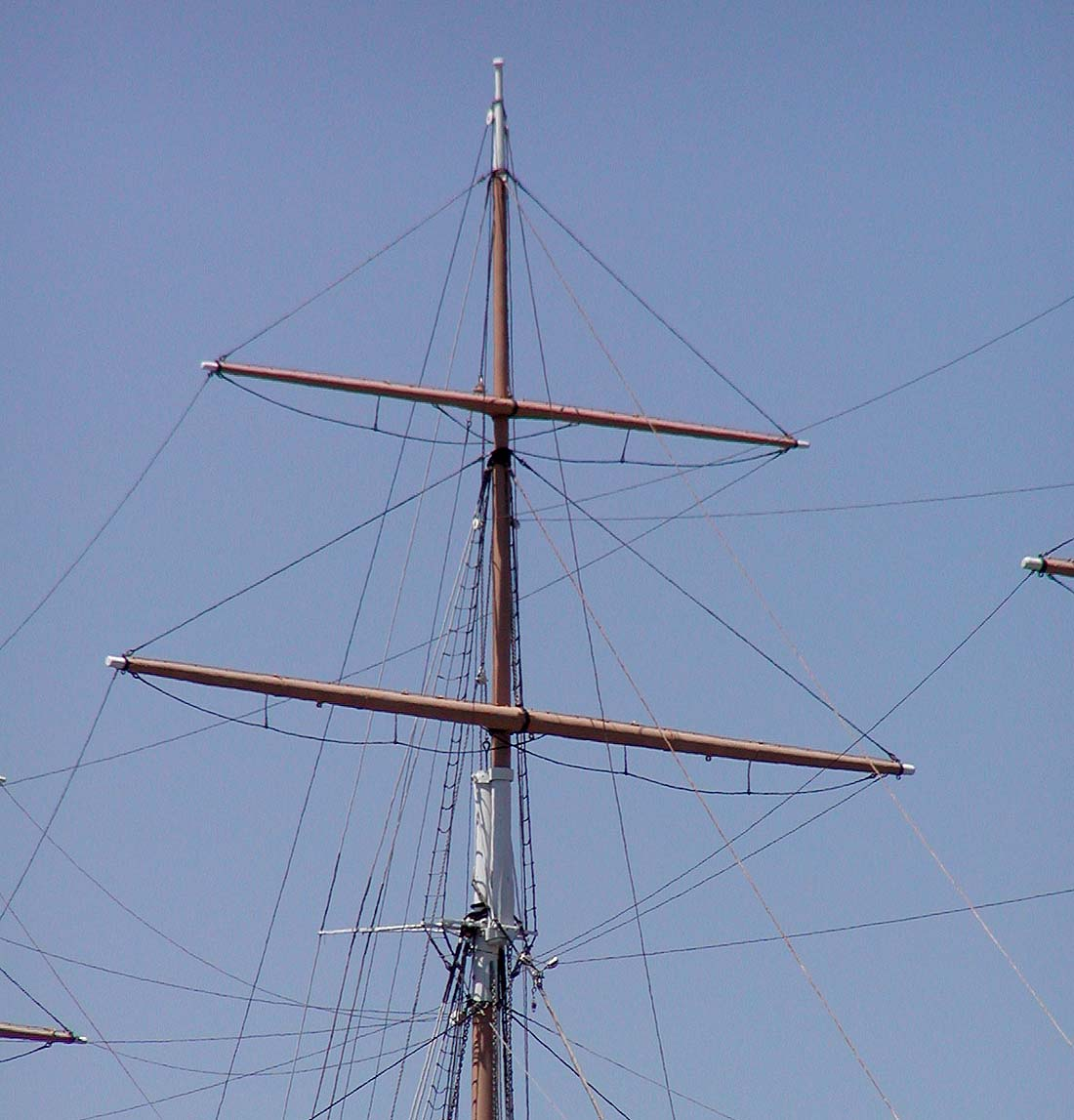
Balcluthaのメイントガンマストとヤード

それぞれのマストは複数の小さなマストで構成されることが多く、それぞれのマストの最下部のマストは単純に上記のマスト名称に「ローワー（lower）」を付して呼称する。例えばメインマストであれば「メインマストローワー（Mainmast lower）」（図のマストDにおける帆12が張られた部分）となる。それより上のマストは下から順に、
- トップマスト（topmast） - 図のマストDにおける帆13,14が張られた部分。
- トガンマスト（topgallant mast） - 図マストDにおける帆15,16が張られた部分。
- ロイヤルマスト（royal mast） - 図のマストDにおける帆17,18が張られた部分。

であり、メインマストの下から2つ目であれば「メイントップマスト（Main topmast）」と呼称する。
多くの船は、この他に船首から前方に伸びるバウスプリットを持つ。横帆装の船では、それぞれのマストに帆を張るためのヤードが何本も設置された。

### 歴史
複数のマストを持つ帆船という概念は、船の速度や操作性の改善のために地中海北部の地域で生まれた。フォアマストの存在は、紀元前7世紀中頃のエトルリア人のピュクシスや、紀元前6世紀のコリントスのクラテールで確認することができる。フォアマストはローマ海軍のガレーで一般的となったが、形状は大きく前傾しておりバウスプリットと同義であり、推進力を得ることより舵とりの補助として使用された。メインセイルと上にトップセイルを張る構造は、ローマ帝国時代の大型遠洋航海貨物船で発展した。
最も古い3本マストの帆船で記録に残っているのは、紀元前240年ごろにヒエロン2世に委任されたアルキメデスが考案した古代ギリシアのSyracusiaと、紀元前200年ごろにアレクサンドリアとオスティアの間で穀物を運んでいたシラクサの商船であった。ただし、古典古代においてメインマスト以外は大きく傾斜しており、推進力を得る道具として重要なものではなかった。船体に対して垂直なマストを持つようになるのは古代末期以降である。
中世前期になると、地中海航海において帆装形式は大きな変化を迎える。ギリシア文化を受け継いだローマ文化圏では、古代文明で使われたあと14世紀まであまり使われなくなっていた縦帆が再登場した。2本マストにラテンセイルを持つ東ローマ帝国海軍のデュロモイは、船体中央に12メートル、後方に8メートルのマストを持っていた。
中世後期には巨大化する船体を制御するために、より多くのマストを持つ帆船が地中海地域で求められるようになった。14世紀中頃にはヴェネチアやバルセロナにおいて3本マストの帆装が採用されていたことを示す絵が残っている。15世紀初頭には3本マストの帆装形式が確立され、大規模な外洋航海を可能とするための先進的な設計技術が発展していった。

### 現代の帆走用マスト
19世紀になると、安定した推進力を得ることが出来る蒸気機関、20世紀にはディーゼル機関などに地位を奪われていったが、娯楽用の帆船やヨットでは使用され続けている。1930年代にはJクラスヨットでアルミニウム合金製のマストが登場した。アルミは木材よりも軽く、丈夫で、腐敗しないという利点があるため、より高いマストを作ることができた。第二次世界大戦後、アルミ製マストは全ての小型帆船とヨットで一般的となった。また、ヨット用のマストはセイルの能力を最大限発揮させるため（帆が大きく膨らむよう）、作為的に曲げてあったり、帆走中にしなるような構造になっている。
1990年代中頃のレース用ヨットには、より軽さを重視して炭素繊維強化プラスチック（カーボンファイバー）を素材に用いるようになった。カーボンファイバー製マストはアルミと比較して空気力学的に優れた形状へと加工しやすかった。

## 帆走用以外のマスト
蒸気機関の発達により帆走機能を持たない船が造られるようになっても、高い位置に設置する必要がある信号旗や航海灯などのためにマストは設置され続けその名称は残された。さらにレーダー、通信アンテナの取り付けも行われるようになった。高い場所にさえあれば良いため、高い位置にある船橋の上に短いマストが設置されている船もある。軍艦では一時期高くなった艦橋がその代わりとなり、測距儀やレーダーが設置された(英語版パゴダマストも参照)。また、煙突とマストを一体化させたマック（Mack：mast(マスト)とstack(煙突)を足し合わせた造語）と呼ばれる構造も一時期広く使われていた。

## 船以外のマスト

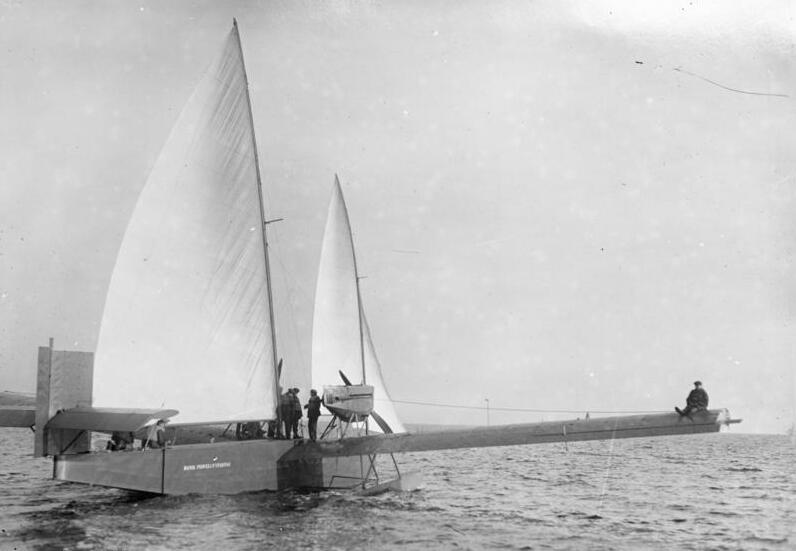
帆を張ったロールバッハ Ro II

ロールバッハ金属飛行機の設計した一部の飛行艇には取り外しできるマストがあり、着水後に帆を張ることで低速ながら帆走が可能だった。